# Justizvollzugsanstalt Aichach
Die Justizvollzugsanstalt Aichach ist eine Justizvollzugsanstalt (JVA) für weibliche und männliche Strafgefangene des Freistaates Bayern in Aichach, Bayerisch-Schwaben. Die Haftanstalt für weibliche Strafgefangene hat eine Belegungsfähigkeit von derzeit 433 Haftplätzen im Regelvollzug und sechs Haftplätzen im offenen Vollzug. Für männliche Strafgefangene stehen 124 Haftplätze zur Verfügung.
Die Anstalt hat eine Krankenabteilung für Frauen, die auch für die Gesundheitsfürsorge anderer Justizvollzugsanstalten dient. Ferner gibt es dort eine Mutter-Kind-Abteilung mit zehn Haftplätzen.

## Geschichte
Die Anstalt wurde 1904 bis 1908 errichtet und ab Januar 1909 als Haftanstalt für weibliche katholische Strafgefangene in Betrieb genommen.
1935 wurde das Arbeitshaus für Frauen nach Aichach verlegt. Nach der Aufhebung der Frauenstrafanstalt Rothenfeld im Jahre 1966 wurden die dortigen Strafgefangenen ebenfalls nach Aichach verlegt.
In der Zeit des Nationalsozialismus waren unter den inhaftierten Frauen auch zahlreiche politische Gefangene, darunter die Widerstandskämpferinnen Maria Berner und Anna Pröll. Die Frauen kamen aus allen von der deutschen Wehrmacht besetzten Gebieten wie Frankreich, Belgien, Italien und aus dem Aichacher Umland. Zeitweilig waren in der für 500 Insassen gebauten Anstalt bis zu 2.000 Frauen untergebracht. Auch kam es in mindestens 110 Fällen gemäß dem „Gesetz zur Verhütung erbkranken Nachwuchses“ zu Zwangssterilisationen. Zahlreiche Sterilisationen wurden vom Anstaltsarzt Dr. Ludwig Schemmel vorgenommen, der noch 1955 einen Vortrag in der Volkshochschule Aichach zum Thema „Seelische Krisen im Leben der Frau“ hielt. 362 Frauen wurden von Anfang 1943 an von Aichach aus in insgesamt sieben Transporten in das KZ Auschwitz-Birkenau deportiert, wo seinerzeit das Fleckfieber wütete. Schon deshalb war die Todesrate sehr hoch. Nur zwei Frauen überlebten. Über ihr Schicksal wurde auch nach 1945 nichts Näheres bekannt.
Im Bayerischen Staatsarchiv München werden über 12.250 Personenakten Aichacher und Rothenfelser Gefängnisinsassinnen aufbewahrt, die noch nicht vollständig systematisch erschlossen sind. Sie belegen die wachsende Ausgrenzung und Repression schon während der Weimarer Republik und zahlreiche Ermordungen nach 1933.
im Auftrag des Frauenforums Aichach-Friedberg erforschte der Historiker Dr. Franz Josef Merkl die Geschichte der inhaftierten Frauen. Die Ergebnisse seiner Forschungen veröffentlichte er 2018 im Jahrbuch Altbayern in Schwaben. Im Juni 2023 wurde vor dem Stadtarchiv, dem ehemaligen Krankenhaus, in dem die Zwangssterilisationen vorgenommen wurden, ein Mahnmal für die Opfer der nationalsozialistischen Verbrechen eingeweiht.  Gegenüber dem Mahnmal liegt der Alte Friedhof, auf dem einige dieser Frauen beigesetzt wurden. Das Mahnmal besteht aus zwei steinernen Erinnerungsstelen, in die ein Brief der italienischen Partisanin und ehemaligen Gefängnisinsassin Vera Michelin-Salomon eingemeißelt ist.

## Aufbau
Die Justizvollzugsanstalt besteht aus einem kleineren Männerhaus und einer verhältnismäßig großen Frauenabteilung, die in vier Flügel (A–D) aufgeteilt ist. Jeder Flügel besteht aus drei Stockwerken. In der Abteilung B befindet sich neben der Jugendabteilung eine Zugangsabteilung, von der aus neue Insassinnen auf die restlichen Flügel verteilt werden. Auf Abteilung C befindet sich der Zugang zu den meisten Arbeitsbetrieben, die unter anderem Leiterplatten für industrielle Betriebe und Plastikteile für die Autoindustrie durch die Firma Hörauf und Kohler herstellen. Außerdem befindet sich die Einkaufsmöglichkeit der Gefangenen ebenfalls auf Flügel C. Auf Abteilung D befindet sich der Zugang zur Krankenabteilung und zur Mutter-Kind-Abteilung. Außerdem beherbergt der Flügel D im ersten Stock die Sicherheitsabteilung. In Flügel A befinden sich der Zugang zur Verwaltung und die hauseigene Bäckerei sowie die Großküche, außerdem die Arbeitstherapie für Gefangene, denen es nicht möglich ist, in die „normalen“ Arbeitsbetriebe integriert zu werden.

### Anstaltsleitung
Leiter der Anstalt ist  Wilfried Schmalzbauer als Nachfolger von Regierungsdirektor Konrad Meier, der Ende Februar 2008 die Nachfolge des leitenden Regierungsdirektors Wolfgang Deuschl antrat.

### Aufbau der einzelnen Abteilungen
Auf jedem Stockwerk befinden sich ca. 16 bis 20 Zellen, wovon ein bis zwei mit bis zu vier und der Rest mit bis zu zwei Personen belegt werden können. Auf jedem Stockwerk der oben benannten Flügel gibt es jeweils eine Küche, die den Gefangenen während ihrer Freizeit zur Verfügung steht, um eigene Speisen zuzubereiten. Des Weiteren ist es den Gefangenen möglich, ihre Privatwäsche selbständig zu reinigen, da ebenfalls auf jedem Stockwerk eine Waschmaschine zur Verfügung steht.

### Zellen
Jede Ein- bzw. Zweipersonenzelle ist ca. acht Quadratmeter groß und verfügt über eine Toilette und ein Waschbecken, es gibt allerdings auch Vier- und Sechspersonenzellen. Darüber hinaus ist es den Gefangenen möglich, ein Fernsehgerät zu mieten oder mitzubringen. Mitgebrachte Geräte müssen jedoch vorher bei einem von der Anstalt festgelegten Elektrobetrieb abgegeben werden. Dieser überprüft bzw. verplombt das TV-Gerät und liefert es dann in die JVA. Das Fernsehprogramm wird ohne Videotext in die Zellen eingespeist, da über Videotext und Chatseiten Nachrichten an Gefangene ungeprüft in die Anstalt gelangen könnten. Der Flügel A verfügt über eine behindertengerecht eingerichtete Zelle.

### Kirche
Auf dem Gelände befindet sich eine großzügige in seltenem Zweiflügel-Grundriss gebaute neugotische Kirche mit mehr als 500 Plätzen Kapazität. In ihr werden regelmäßig katholische sowie evangelische Gottesdienste abgehalten. Einer Weihnachtstradition zufolge hält sich an Heiligabend stets der Bischof von Augsburg zu einem Gottesdienst dort auf.

## Denkmalschutz
Der Baukomplex ist ein Baudenkmal. Die Beschreibung lautet:

„Münchener Straße 33. Justizvollzugsanstalt Aichach, 1904/08 in versachlichten, leicht barockisierenden Formen errichtet; vier um oktogonale Zentralhalle kreuzförmig angeordnete panoptische Flügel, durch Mauerzüge und weitere Trakte (Arbeitsgebäude A und B, Wirtschaftsgebäude, Schule, Männerhaus, zweiflügelige Anstaltskirche) zur sechshöfigen Rechteckanlage vervollständigt, aus der nach Westen der Verwaltungsflügel und nach Süden die Krankenabteilung herausspringen; der Komplex von einer ursprünglich sechseckigen (jetzt nach Osten erweiterten) Umfassungsmauer mit Ecktürmen und Torgebäude eingefasst; mit Ausstattung. nachqualifiziert“

## Freizeitangebote
Die JVA bietet Gefangenen verschiedene Möglichkeiten, ihre Freizeit zu gestalten, beispielsweise eine Theatergruppe, die von der evangelischen Pastorin Friedlein geleitet wird. 2002 führte diese Gruppe sehr erfolgreich die Eigenproduktion „Weiber, Wahnsinn Wollwürst“ auf. Außerdem stehen den Gefangenen diverse Sportmöglichkeiten wie Volleyball, Jazzgymnastik, Stepaerobic usw. zur Verfügung.

## Bekannte Inhaftierte
- Margarete Schütte-Lihotzky (1897–2000), österreichische Architektin, tätig im Widerstand gegen den Nationalsozialismus, inhaftiert 1943 bis 1945
- Milada Horáková (1901–1950), tschechische Politikerin, inhaftiert bis 1945
- Maria Berner (1904–2000), österreichische Widerstandskämpferin
- Ilse Koch (1906–1967), Frau des Lagerkommandanten vom KZ Buchenwald, am 2. September 1967 in ihrer Zelle erhängt aufgefunden
- Vera Brühne (1910–2001), im Dezember 1979 entlassen
- Anna Pröll (1916–2006), Überlebende des Augsburger Widerstandes für Antifaschismus und Demokratie
- Marie-Luise Jahn (1918–2010), Widerstandskämpferin gegen den Nationalsozialismus, inhaftiert 1943 bis 1945
- Ingrid van Bergen (* 1931), Schauspielerin, im Oktober 1982 entlassen
- Gabriele Gast (* 1943), Spionin, 1994 entlassen
- Brigitte Mohnhaupt (* 1949), ehemalige Terroristin der Rote Arme Fraktion,  am 25. März 2007 entlassen
- Manuela Happe (* 1956), ehemalige Terroristin der Rote Arme Fraktion, in Aichach inhaftiert von 1989 bis 1995
- Sylvia Stolz (* 1963), Anwältin, Holocaustleugnerin, inhaftiert in der JVA von 2008 bis 2011